# Нафтоносні піски

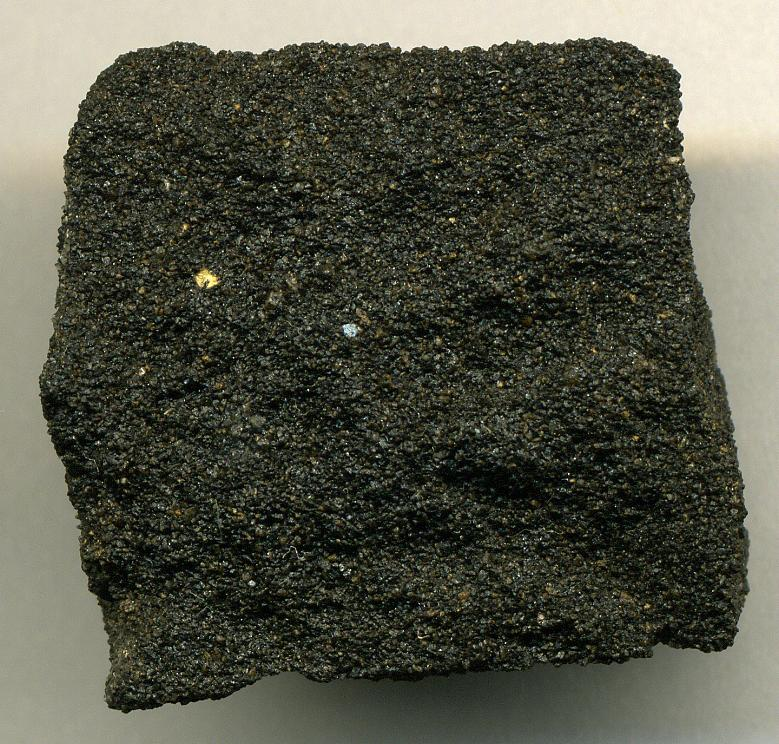
Нафтоносні піски

Нафтоносні піски, бітумінозні піски (англ. oil sands, oil-bearing sands, bituminous sands, нім. erdölführender Sand m) — піски, які мають промислово значимі вмісти нафти. За оцінками експертів, нафтоносні піски і сланці світу можуть містити декілька трильйонів барелів нафти.

## Загальна інформація
Натуральні бітумні відклади є у багатьох країнах, але, зокрема, знаходяться в надзвичайно великих кількостях у Канаді. Інші великі запаси знаходяться в Казахстані, Росії та Венесуелі. Оцінені в усьому світі родовища нафти складають більше 2 трильйонів барелів (320 млрд куб. м).
Великі їх запаси є в Канаді (бл. 300 млрд барелів — більше, ніж запаси традиційної нафти у Саудівській Аравії, див. Нафтоносні піски Атабаски), Австралії (у нафтових сланцях — бл. 28 млрд барелів), є поклади в Естонії, Швеції, США, Китаї та ін. країнах. Масштабні розробки цих пісків здійснюються в Канаді (фірма Suncor Energy).
За даними Міжнародної ради з енергетики (WEC), в світі виявлено близько 600 родовищ бітумінозних пісків, найбільші з яких розташовуються в Канаді, Казахстані та Росії. Проте, понад 70 % розвіданих запасів, знаходиться в трьох найбільших родовищах, розташованих на південному заході Канади в Альберті.
У 2008 р. понад 40 % всієї нафти, видобутої в Канаді, становила нафта, одержана з бітумінозних родовищ в Альберті. Сьогодні це три родовища: Атабаска, Піс Рівер і Колд Лейк, — єдині бітумінозні піски в світі, які використовують для отримання нетрадиційної сирої нафти.

## Технологія видобутку і вилучення нафти з пісків

Гідратна плівка на зернах нафтоносного піску.

Технологія видобутку і вилучення нафти з пісків включає такі операції: 
- екскаваторний видобуток пісків
- подрібнення —
- транспорт (конвеєр або трубопровід) на завод —
- обробка подрібненого матеріалу гарячою водою і водяною парою в обертових барабанах —
- гравітаційна сепарація (спливання) нафтових фракцій —
- розчинення бітуму лігроїном —
- центрифугування продукту для вилучення залишків води та мінералів —
- температурна перегонка нафтових фракцій.

За цією технологією одержують лігроїн, гас, газойль, нафтовий кокс та відходи (вода з піском). Відходи направляють у штучні водоймища — відстійники, де піскова фракція осідає, а воду використовують повторно.

## Історія
У XVIII ст були відкриті великі родовища бітумінозних нафтоносних пісків на півночі провінції Альберта в Канаді. З трьох родовищ у Альберті (Атабаски, Піс-Рівер, Колд-Лейк), родовище Атабаски найбільше. Пробні розробки бітумінозних пісків тут проводились до 1778 року.
У 1788 році вперше нафтоносні піски Канади були описані європейцями.
Перша ефективна технологія переробки нафтових пісків, яку запропонував на початку XX століття Карл Кларк, полягала в тому, що нафтовий пісок, видобутий кар'єрним способом, змішують з гарячою водою або в спеціальному барабані, або безпосередньо в трубопроводі. Крапельки нафти (бітуму) при цьому відокремлюються від мінеральних часток піску і прикріплюються до невеликих повітряним бульбашок, які допомагають їм переміститися у верхню частину суміші. Потім вся ця маса розміщується в спеціальних розділових посудинах, де насичена бітумом піна просто відкачується з поверхні рідини. Піна містить близько 65 відсотків нафти, 25 відсотків води і 10 відсотків твердих частинок.
Зазвичай таким методом вдається витягти 88-95 відсотків нафти, що міститься в нафтовому піску, що робить цей метод досить ефективним.
Перша корпорація, що займалася видобутком бітумів в Альберті (Канада), була заснована Робертом Фітцсіммонсом в 1927 році. Компанії вперше вдалося отримати бітуми в промислових масштабах, закачуючи в піски гарячу воду. Однак такі методи видобутку виявлялися нерентабельними.
Плани з видобутку нафти з бітумінозних пісків Альберти в значних масштабах, порівняно із звичайними джерелами сирої нафти, почали розробляти в 1950-ті роки. Тоді підрахували, що такий видобуток буде економічно вигідним, якщо він перевищить 20 тис. барелів на день. Плани були різними, наприклад, в 1958 році корпорація «Річфілд Ойл» запропонувала ідею підірвати під землею дев'ятикілотонну атомну бомбу. Згідно з ідеєю, вибух повинен був розрідити підземні поклади важких вуглеводнів, миттєво перетворивши родовище в озеро нафти. Проект був сприйнятий, і навіть провели випробувальні підземні вибухи в пустелі Невада.
Проте, жоден з цих проектів не був реалізований аж до середини 1970-х років через політику канадського уряду допомагати виробникам звичайної нафти. Її продаж всередині країни був обмежений низькими цінами на нафту, а поява альтернативного джерела могла б ще більше знизити їх і похитнути й так нестійкий ринок канадської нафти. Розробку бітумінозних пісків в Канаді дозволили лише на початку 1970-х років, коли змінився уряд, а ціни на нафту підскочили до такого рівня, що почали загрожувати економічній безпеці країни. З тих пір ця галузь розвивалася з перемінним успіхом, залежно від державної політики і світових цін на нафту.
Новітня стадія розробки бітумінозних пісків почалася в 2003 році, коли після чергового падіння ціни на нафту знову почали зростати. До 2006 року видобуток нафти з бітумінозних пісків зріс до 1,13 млн барелів на день, а до 2010 року до 1,6 млн барелів на день. Масштабні розробки цих пісків в Канаді здійснює фірма Suncor Energy.
Відомі також окремі вітчизняні роботи по екстракції нафти з нафтоносних пісків

## Основні екологічні наслідки видобутку нафтоносних пісків:
•	Знищення лісів та болотних екосистем: особливо в північних регіонах Канади, де розміщені великі поклади. Це призводить до втрати біорізноманіття.
•	Формування токсичних відстійників (tailing ponds): після промивання пісок залишається забруднений нафтопродуктами, важкими металами та хімічними речовинами. Ці відходи зберігаються у великих штучних водоймах, що можуть просочуватись у ґрунт або потрапляти в річки.
•	Великі викиди парникових газів: видобуток бітуму вимагає значних енергетичних витрат, що призводить до утворення CO₂ і CH₄, сприяючи глобальному потеплінню.
•	Забруднення води: як поверхневих, так і підземних вод через фільтрацію хімікатів або витоки нафти.
•	Рекультивація земель: після закінчення видобутку поверхня значно змінена, і повноцінне відновлення екосистем займає десятиліття або зовсім неможливе.
Таким чином, нетрадиційні джерела нафти й газу мають високий екологічний ризик через складність технологій та інтенсивність використання ресурсів. Їхній розвиток повинен супроводжуватися суворим екологічним контролем, впровадженням чистіших технологій, моніторингом стану довкілля та обов’язковими програмами рекультивації. Без цього використання таких ресурсів може призвести до незворотної деградації природного середовища.